# A City on Mars
A City on Mars: Can We Settle Space, Should We Settle Space, and Have We Really Thought This Through? (traducción literal al español: «Una ciudad en Marte: ¿Podemos colonizar el espacio? ¿Deberíamos colonizar el espacio? y ¿Realmente lo hemos pensado bien?») es un libro de divulgación científica de 2023 de Kelly y Zach Weinersmith. Cubre el estado actual del conocimiento sobre la colonización espacial dados los cambios en la economía de los viajes espaciales en las décadas de 2010 y 2020, con un enfoque particular en los desafíos que los autores consideran no resueltos o subestimados. El libro está ilustrado con obras de arte de Zach Weinersmith, quien es conocido como el creador del webcómic Saturday Morning Breakfast Cereal.
El libro analiza los desafíos que enfrenta la existencia humana a largo plazo en el espacio y alienta a realizar más investigaciones para resolver estos problemas antes de que se intente un asentamiento espacial a largo plazo, ya que las barreras técnicas para el aumento de los viajes espaciales parecen estar debilitándose debido a los avances de los proveedores de vuelos espaciales comerciales. Algunos de los desafíos tratados en el libro incluyen el sexo en el espacio; embarazo y crianza de los hijos fuera de la Tierra; psicología espacial; los efectos de la microgravedad y la radiación del espacio profundo en los humanos; agricultura y creación de biosfera fuera de la Tierra; derecho espacial; construcción de naciones fuera de la Tierra; y las dificultades de abastecer a las colonias. También sopesa los beneficios potenciales de la colonización lunar, la colonización marciana y la construcción de estaciones espaciales frente a la facilidad de vivir en la Tierra, ya que incluso una Tierra hipotéticamente devastada sería más habitable que otras opciones en el Sistema Solar.
Las críticas del libro fueron positivas y elogiaron su humor y su fresco punto de vista. Ocupó el puesto 11 en la lista de libros más vendidos de The New York Times en libros de no ficción de tapa dura.

## Antecedentes
El libro fue escrito por el matrimonio de Kelly Weinersmith, profesora adjunta en el Departamento de Biociencias de la Universidad Rice, y Zach Weinersmith, un dibujante conocido por el webcómic Saturday Morning Breakfast Cereal. La idea detrás del libro se originó mientras los Weinersmith escribían el libro de 2017 Soonish: Ten Emerging Technologies That'll Improve and/or Ruin Everything. El primer capítulo de Soonish trata sobre el acceso barato al espacio, ya que los costos de elevar la masa a la órbita terrestre baja utilizando cohetes habían disminuido drásticamente desde el siglo XX. Los Weinersmith investigaron cómo podría ser el futuro cercano de los asentamientos espaciales, inspirados en declaraciones de defensores de la colonización extraterrestre como Elon Musk, quien afirmó que las colonias en Marte se establecerían a principios del siglo XXI. Originalmente tenían la intención de que el libro cubriera temas como la selección de una tripulación para la colonización espacial, pero a medida que investigaban descubrieron que los desafíos que enfrentaba la colonización espacial eran más intimidantes de lo que esperaban, y que muchos de estos desafíos fueron ignorados por las representaciones populares de los viajes espaciales. En A City on Mars, los dos señalan que la mayor parte de la literatura espacial está escrita por entusiastas y defensores de la colonización espacial, y lo comparan con una situación en la que todos los libros sobre cerveza fueron escritos por empresas cerveceras.
El libro fue publicado el 7 de noviembre de 2023 por Penguin Press, una división de Penguin Books.

## Contenido
Los autores discuten las razones comunes propuestas para la colonización espacial, la mayoría de las cuales consideran inadecuadas. El libro sostiene que el efecto perspectiva, que se dice que hace a los astronautas más introspectivos y perspicaces, es insignificante o inexistente, y que los historiadores ya no apoyan la Tesis de la Frontera que sugiere que explorar fronteras escarpadas como el Oeste estadounidense crea ciudadanos resistentes, productivos y democráticos. También sostiene que las razones políticas de la carrera espacial original, que tuvo lugar al mismo tiempo que el proceso de descolonización cuando Estados Unidos y la URSS competían para impresionar a los países recién formados, ya no son relevantes.
El libro sostiene que sólo hay dos argumentos viables a favor de los viajes espaciales: la idea de que la expansión de la humanidad fuera de la Tierra podría mejorar las probabilidades de supervivencia de la especie a largo plazo y la búsqueda de los viajes espaciales como una inversión de lujo por razones puramente ideológicas. El libro examina los planes actuales para la colonización espacial y sus desafíos, afirmando que cualquiera de los argumentos a favor de los viajes espaciales requiere mayores desarrollos tecnológicos y sociales. Los autores concluyen que es poco probable que los asentamientos espaciales mejoren la supervivencia de la humanidad a menos que se pueda lograr la autosuficiencia económica, lo que requeriría millones de colonos o una hipotética robótica increíblemente avanzada. También concluyen que los viajes espaciales como objetivo ideológico sólo serían morales si pudieran ser seguros, lo que requeriría más investigaciones biológicas y ecológicas para proteger a los humanos en el espacio. También requeriría alinear a las naciones con capacidad espacial en un nuevo marco político y legal para evitar el riesgo de iniciar conflictos en el espacio.

### Fisiología humana
El libro resume el conocimiento actual sobre los impactos en la salud de la exposición prolongada a la baja gravedad y los rayos cósmicos en los seres humanos, incluida la pérdida muscular y el dolor de espalda debido al entorno de baja gravedad y el daño ocular causado por la radiación. El tiempo más largo que un ser humano ha pasado consecutivamente en órbita, es el récord de Valeri Poliakov de 437 días, y el tiempo más largo que un ser humano ha estado en el espacio profundo expuesto a la radiación cósmica, sin la protección de la magnetosfera de la Tierra fue sólo 12 días (Apolo), mientras que un viaje unidireccional a Marte con la tecnología actual tardaría seis meses. Los viajes de regreso tendrían ventanas de lanzamiento estrictamente limitadas debido a la necesidad de asistencia gravitatoria, lo que sugiere que incluso las misiones más rápidas a Marte serían más largas que las estancias espaciales anteriores. El libro cuestiona la capacidad de supervivencia de tales viajes y sus impactos a largo plazo en el cuerpo humano, incluso si los colonos de Marte regresarían sanos y salvos a la Tierra.
Los autores también discuten obstáculos hipotéticos para el asentamiento humano a largo plazo, incluidas las posibles complicaciones del sexo espacial, el embarazo y la crianza de los hijos en un entorno de baja gravedad como Marte o el entorno de gravedad aún más baja de la Luna. El libro especula que la gravedad artificial podría usarse para mitigar estos problemas, por ejemplo, creando una pista de carreras inclinada (o «pregnódromo») para acelerar constantemente a los humanos hacia una gravedad equivalente a la de la Tierra. Sin embargo, señala que tal propuesta no sería práctica.

### Naturaleza de los acuerdos propuestos
El libro analiza los peligros ambientales de los asentamientos extraterrestres y afirma que, incluso en el caso de un evento apocalíptico, la Tierra sería más habitable que otros entornos del Sistema Solar. Observa que Marte experimenta gigantescas tormentas de polvo y que el suelo marciano está contaminado por percloratos. Para evitar estos peligros, sugiere que las colonias humanas podrían vivir bajo tierra en pequeños hábitats donde los accidentes mecánicos serían mortales, y que los humanos necesitarían consumir fuentes de alimentos alternativas como insectos y hacer uso del reciclaje de carbono, incluida la recuperación de desechos humanos. Señala que la Luna también es extremadamente difícil de colonizar, ya que su superficie está cubierta de regolito y su entorno carece de elementos esenciales para la vida humana como el carbono y el fósforo. Sugiere que las estaciones espaciales giratorias gigantes podrían simular la gravedad de la Tierra, pero estarían completamente expuestas a la radiación y requerirían inmensas cantidades de masa para construirse, tal vez requiriendo materiales extraídos de asteroides o de la Luna.
También se explora la psicología espacial, incluida la necesidad de que los asentamientos humanos más grandes sean menos selectivos que las misiones espaciales actuales que examinan cuidadosamente a los miembros de la tripulación. El libro cuestiona cómo se adaptaría la gente promedio a las dificultades del espacio y cómo podría manejarse si alguien se volviera irracional y necesitara ser restringido de manera segura o reemplazar sus deberes. Se analizan casos similares de asentamientos en la Antártida y el experimento Biosfera 2, donde ocho personas vivieron en un ecosistema controlado durante un año. Los autores señalan que el costo del experimento de la Biosfera fue minúsculo en comparación con el presupuesto de la Estación Espacial Internacional, y sugieren que cientos de experimentos similares del tipo de la Biosfera podrían realizarse de manera productiva y económica en la Tierra.

### Sociología, derecho y política
El libro también trata de la ética de los asentamientos espaciales, incluidos los asentamientos que deliberadamente pondrían vidas humanas en situaciones peligrosas. Algunos de los escenarios hipotéticos discutidos involucran homicidio por supervivencia y antropofagia, como una situación en la que se debe preservar la comida y el aire matando a algunos miembros de la tripulación o colonos. Los precedentes existentes de homicidios por supervivencia, como Estados Unidos contra Holmes y R v Dudley and Stephens, se analizan junto con la probabilidad de que los asentamientos espaciales operen bajo las leyes de cualquier nación a la que se enviaron los ciudadanos.
Se analiza el Tratado sobre el espacio ultraterrestre y el libro sugiere que el tratado debería actualizarse debido a la llegada de la exploración espacial comercial en el siglo XXI. Si bien los autores se muestran escépticos sobre la viabilidad económica de la minería de asteroides y otros métodos hipotéticos de extracción de recursos en el espacio, sugieren que si el espacio llegara a ser económicamente importante, podría hacer que la exploración espacial se volviera menos pacífica.
Los autores sostienen que el estilo de gobernanza de los asentamientos espaciales, especialmente los pequeños, probablemente se inclinaría hacia el autoritarismo, dado el estricto control de la maquinaria y el reciclaje obligatorio necesarios para la supervivencia. Si bien los trabajadores pueden abandonar una desagradable colonia industrial en la Tierra, esto es menos factible en un hipotético pequeño asentamiento en Marte, donde puede que no haya otro lugar adonde ir. También sugieren que los asentamientos requerirían una población sustancial, lo que permitiría redundancias si la gente renunciara o muriera o las máquinas se estropearan, ya que los reemplazos no podrían enviarse rápidamente desde la Tierra. Postulan además que la hipotética tecnología futura necesaria para devolver eficientemente los recursos de la Luna o los asteroides a la Tierra también podría utilizarse como arma.

## Recepción

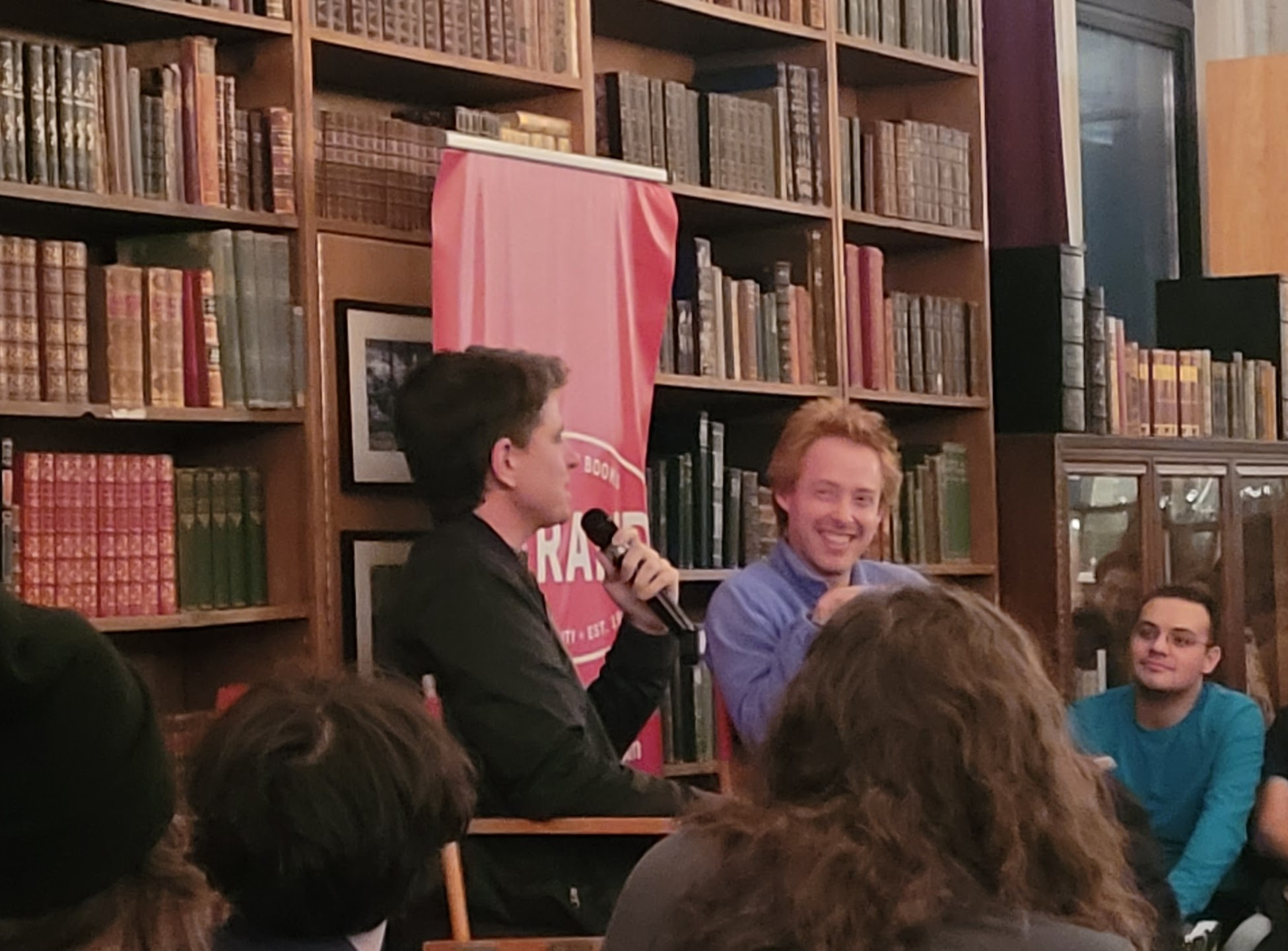
Zach Weinersmith (derecha) y Randall Munroe (izquierda) en un evento de gira de libros para el lanzamiento de A City on Mars en la librería Strand de la ciudad de Nueva York.

La recepción crítica de A City on Mars fue positiva. W. M. Akers escribió en The New York Times que el libro era «excepcional» y «divertidísimo», y lo elogió como un control necesario de las expectativas de un asentamiento espacial en el corto plazo. Christie Aschwanden en Undark dijo que el libro estaba «profundamente investigado», era informativo e interesante. Kim Kovacs de BookBrowse pensó que A City on Mars era más profundo que el libro de ciencia popular promedio, y su humor ayudaba a que los legos siguieran la vanguardia de la tecnología espacial. Kirkus Reviews calificó el libro como «un juego» con mucho que ofrecer. Chris Lee de Ars Technica elogió el libro por plantear los riesgos de no tomar en serio la estructura política de un futuro asentamiento espacial, escribiendo «¿realmente quieres crear un grupo de mineros hambrientos y descontentos que también sean capaces de arrojar rocas muy grandes a la Tierra?».
A City on Mars ocupó el puesto 11 en la lista de libros más vendidos del The New York Times en libros de no ficción de tapa dura.

## Lectura adicional
- Weinersmith, Kelly; Weinersmith, Zach (2023). A City on Mars: Can We Settle Space, Should We Settle Space, and Have We Really Thought This Through?. Penguin Press. ISBN 9781984881724.
  - Weinersmith, Kelly; Weinersmith, Zach (5 de noviembre de 2023). «Space Billionaires Should Spend More Time Thinking About Sex». The New York Times. Consultado el 21 de noviembre de 2023. (extracto)
  - Weinersmith, Kelly; Weinersmith, Zach (21 de enero de 2024). «Space Isn't the Final Frontier». Foreign Policy. Consultado el 24 de enero de 2024.